# Chug-a-Lug
«Chug-A-Lug» es una canción escrita por Brian Wilson, Gary Usher y Mike Love para el grupo estadounidense de rock The Beach Boys. Fue editada en su álbum debut Surfin' Safari de 1962.

## Letra
La letra de la canción habla sobre los miembros de la banda pasando un rato en un puesto de cerveza de raíz bebiendo mientras hablan de chicas, coches, y música. La canción originalmente fue acreditada sólo a Wilson y Usher. El nombre de Mike Love fue agregado como resultado de una demanda presentada por él contra Wilson en la década de 1990.

## Grabación
"Chug-A-Lug" fue grabada en Capitol Records con otras dos canciones para Surfin' Safari el 8 de agosto de 1962. La sesión fue producida oficialmente por Nik Venet, aunque muchos de los participantes afirman que Brian Wilson era tan responsable de la producción como Venet.

## Créditos
- Mike Love – voz principal
- David Marks – guitarra
- Brian Wilson – bajo eléctrico, órgano eléctrico, voz
- Carl Wilson – guitarra, vocal
- Dennis Wilson – Batería, vocal

Ref